# Margarita Michajlovna Pilichina
Margarita Michajlovna Pilichina (in russo Маргарита Михайловна Пилихина?; Mosca, 30 giugno 1926 – Mosca, 13 marzo 1975) è stata una regista sovietica.

## Filmografia parziale

### Regista
- Anna Karenina (1974)